# Lalah Hathaway
Lalah Hathaway (Chicago, Illinois, 1968) is een Amerikaanse zangeres.

## Biografie
Lalah Hathaway is een dochter van Donny Hathaway. Toen ze tien jaar was, pleegde haar vader (waarschijnlijk) zelfmoord. Ze heeft aan de “Chicago's Performing Arts High School” en daarna aan de “Berklee School of Music” in Boston gestudeerd. Zelf heeft ze gezegd dat ze beïnvloed is door onder andere haar vader, Joni Mitchell, Herbie Hancock, Genesis, Prince, Marcus Miller, Chaka Khan, Little River Band, Ella Fitzgerald, Steely Dan en Miles Davis.
In 1990 kreeg ze een contract bij Virgin Records en haar debuutalbum heette Lalah Hathaway. Een aantal singles deden het goed in de VS, waaronder Heaven Knows, Something, Smile en I'm Coming Back. In 1994 maakte ze het album A Moment, eveneens bij Virgin Records. Op het album staat de cover Family Affair van Sly & the Family Stone. Dit album deed het een stuk minder in de VS en Hathaway brak met Virgin Records. Ze ging daarna liedjes schrijven, produceren en als achtergrondzangeres zingen bij onder andere Grover Washington jr., Wayman Tisdale, Gerald Albright, Marcus Miller en Mary J. Blige.
In 1999 werd ze uitgenodigd door Joe Sample om samen het duetalbum The song lives on te maken. Joe Sample was lid van de groep The Crusaders, waarmee Randy Crawford de hit Streetlife heeft gehad. Het album kwam hoog in de jazzcharts van Engeland.
In 2004 maakte Hathaway weer een soloalbum en werkte ze mee aan het tributealbum voor Luther Vandross, genaamd Forever, For Always, For Luther. Het nummer dat ze op dit album zong heet Forever, For Always, For Love. Dit nummer kwam later dat jaar ook terecht op haar soloalbum Outrun the Sky. In datzelfde jaar deed ze mee met het debuutalbum van Donald Lawrence, I Speak Lifemet het nummer  Don't Forget to Remember.
In 2006 maakte Hathaway een kerstalbum met gospelsongs, A Timeless Christmas. Aan dit album werkte Marcus Miller wederom mee. Tevens werd Stax Records nieuw leven ingeblazen. In de jaren zestig was dit een bekend soullabel. Haar eerste project bij Stax Records werd een tweede tributealbum, ditmaal van Earth, Wind and Fire, Interpretations: Celebrating the Music of Earth Wind and Fire genaamd. Van dit album kwam de single Love's Holiday in Engeland uit.
Vanaf 2004 doet ze ook mee met de gelegenheidsband Daughters of Soul, een groep opgericht door Sandra St. Victor (lid van de band Family Stand). Andere bandleden zijn: Nona Hendryx, Indira Khan (dochter van Chaka Khan), Simone (dochter van Nina Simone), en Joyce Kennedy lid van Mother's Finest.
In 2014 won ze in samenwerking met de band Snarky Puppy de grammy voor best R&B performance van het jaar met het nummer "Something". Deze hit was vooral bijzonder omdat ze twee tonen tegelijk zong over de changes van het stuk.

## Albums
- 1990: Lalah Hathaway
- 1994: A Moment
- 1999: The Song Lives On (met Joe Sample)
- 2004: Outrun the Sky
- 2008: Self Portrait
- 2008: Song Lives on
- 2011: Where It All Begins
- 2015: Live
- 2015: Little Ghetto Boy

## Singles
- 1987: Inside the Beat
- 1990: Heaven Knows
- 1990: Baby Don't Cry
- 1990: I'm Coming Back
- 1991: Something
- 1991: Night & Day
- 1991: Family Affair
- 1992: Love Like This
- 1994: Let Me Love You
- 1994: Separate Ways/Family Affair
- 1999: When Your Life Was Low
- 1999: Fever
- 2004: Forever, For Always, For Love
- 2004: Better and Better
- 2007: Love's Holiday
- 2008: Let Go